# سيح الحرف
سيح الحرف هو موقع أثري يقع في شمال رأس الخيمة، بدولة الإمارات العربية المتحدة، يعود تاريخه إلى فترة وادي السوق (2000-1300 ق.م.).

## الاكتشافات والتنقيب
اكتشف علماء آثار بريطانيين الموقع لأول مرة في أواخر الثمانينيات وأمر حاكم رأس الخيمة في 2004 بالحفاظ على الموقع (كان والده الراحل الشيخ صقر بن محمد القاسمي قد دعا سابقاً، في 1999، إلى حفظ جميع آثار المواقع في الإمارة). على الرغم من أن الموقع كان مهدداً عبر تطوير الامتداد الشمالي لشارع الإمارات الشرياني (شارع إ 611)، مع تقديم مقترحات لتعديل تطوير الطريق لتجنب الأضرار التي ستلحق بالموقع، استمر مشروع الطريق.
نقب فريق من جامعة درم، بقيادة ديريك كينيت، سيح الحرف في ربيع عام 2013. يتألف الموقع من سلسلة من 50 موقعاً للدفن، اثنان منها مهددان مباشرةً نتيجة تطوير الطريق، مقبرة بطول 18 م على شكل حدوة حصان ومقبرة على شكل حرف دبليو. كلتاهما كانتا مقبرتين جماعيتين. كما تأثرت عشر سمات أخرى للتنقيب بتطوير الطريق.

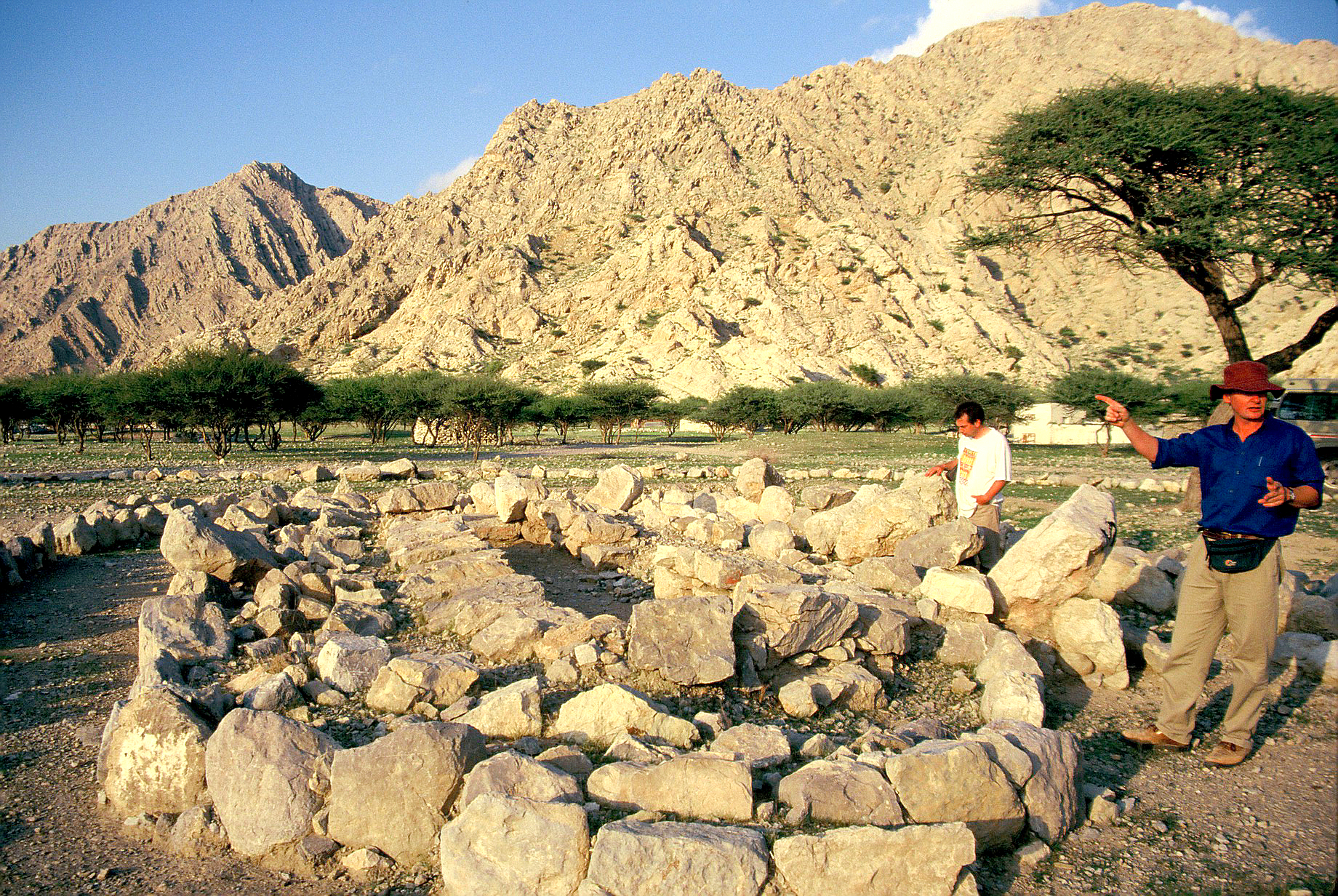
شمل -مدافن وادي السوق

كشفت أعمال التنقيب عن ثلاثة مدافن ضخمة في 2013 وستة مقابر جماعية أصغر وعدد من المدافن الأصغر. كانت جميع المدافن الضخمة الثلاثة عبارة عن هياكل حجرية ذات بروز نصف دائري وتعد بمثابة أكبر المقابر التي تعود إلى فترة وادي السوق ويعُثر عليها في رأس الخيمة. وعلى الرغم أن معظم المقابر التي عُثر عليها مؤرخة في وقت متأخر من هذه الفترة، تبين أن إحدى المقابر انتقالية من فترة أم النار السابقة (2600-2000 ق.م.). تعتبر المنطقة المحيطة بسيح الحرف غنية باكتشافات مدافن فترة وادي السوق، لا سيما موقع شمل القريب الذي يحتوي على مدافن ترجع لفترتي أم النار ووادي السوق معاً.
عثر فريق جامعة درم، بالإضافة إلى حوالي 10000 قطعة أثرية جُمعت من سيح الحرف، على مجموعة كبيرة ومتنوعة من رؤوس الحراب والسهام وشفرات الحلاقة والحُلي (بما في ذلك خرز العقيق) والسكاكين والأواني المصنوعة من الأحجار الناعمة والفخارية. تضمنت إحدى الاكتشافات هيكل عظمي لامرأة لا تزال ترتدي أساورها حول ساعدها.

## وصلات خارجية
- سيح الحرف، رأس الخيمة
- مقابر سيح الحرف